# بني ماطر (أسلم)

تعديل مصدري - تعديل

بني ماطر هي إحدى قرى عزلة أسلم الوسط بمديرية أسلم التابعة لمحافظة حجة، بلغ تعداد سكانها 58 نسمة حسب تعداد اليمن لعام 2004.